# 태양권
태양권(영어: heliosphere)은 태양풍에 의해 형성된 성간매질 내부의 이른바 "거품"이다. 성간 공간으로 부터 날아오는 전기적으로 중성인 원자는 이 거품을 뚫고 지나갈 수 있지만, 사실상 태양권 내의 모든 물질은 태양 스스로가 방출하는 것이다.

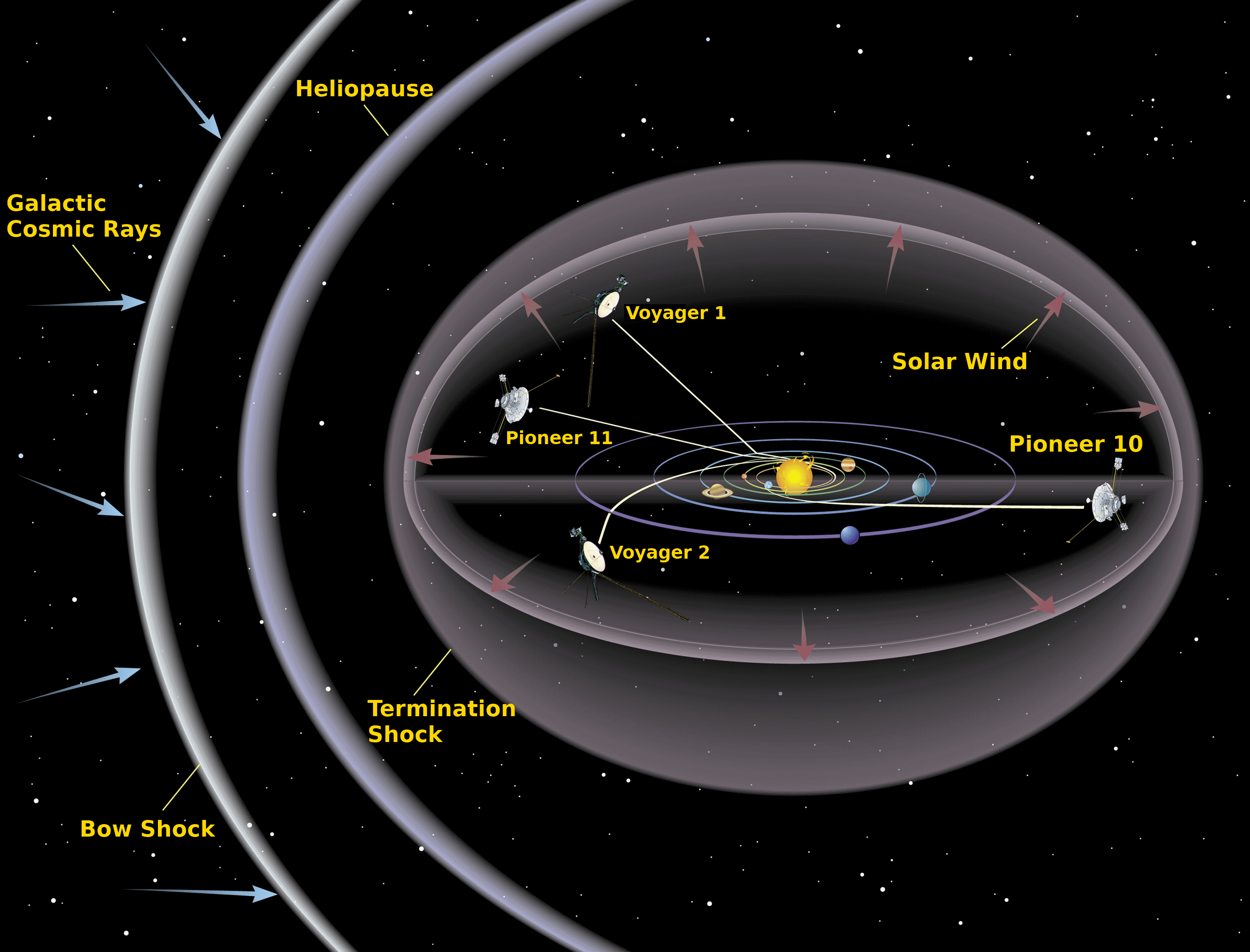
태양권의 개념도이다.

## 개요
태양풍은 태양으로부터 수 백 km/s의 속도로 지구쪽을 포함한 전 방향으로 흘러나온다. 태양으로부터 상당히 떨어지면, 즉 명왕성 궤도 너머가 되면, 이 초음속풍은 성간매질과 접촉하며 느려진다. 우선 충격파, 즉 말단충격을 거치고 아음속으로 떨어진다. 이후 초속 100 km 정도로 느려지고, 성간매질내에서 태양의 뒤편으로 혜성과 같은 꼬리를 형성한다. 이러한 아음속 흐름 영역은 헬리오시스라고 부른다. 헬리오시스의 바깥면, 즉 태양권이 성간매질과 접하는 부분은 태양권계면이라고 한다. 태양권계면 바깥에는 뱃머리 충격파 지역이 있는데, 이 지역은 태양권계면과 성간매질의 상호작용이 격렬해지는 곳이다.

## 우주선의 발견

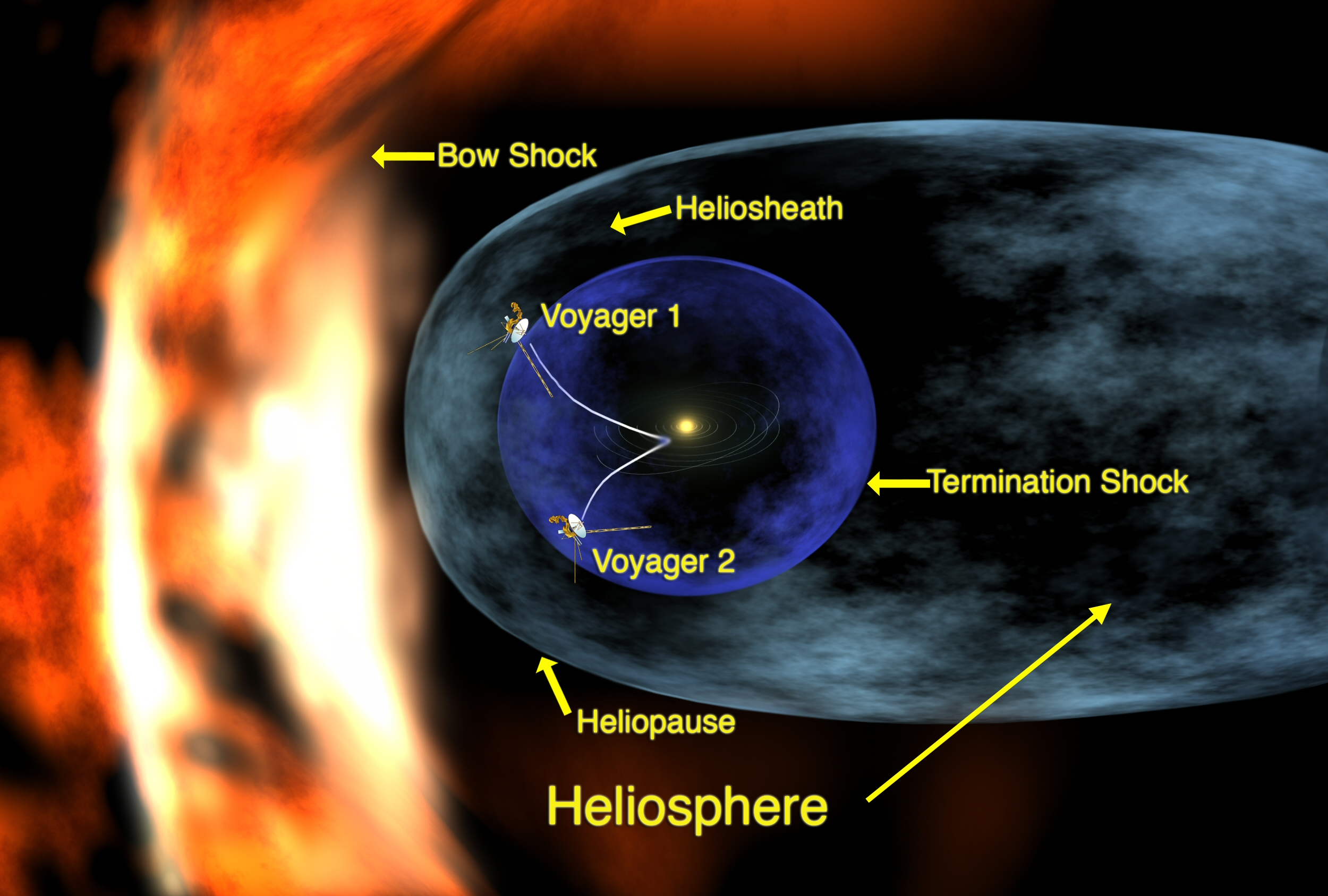
헬리오시스에 돌입하는 보이저 1호

태양권계면의 정확한 거리 및 모양은 여전히 알려져 있지 않다. 파이어니어 10호, 파이어니어 11호, 보이저 1호 및 보이저 2호 같은 행성간 우주선이 태양계 밖을 향해 여행중이고, 마침내는 태양권계면을 통과할 것이다.
2004년 12월에 보이저 1호가 말단충격을 거치고 94 천문 단위나 떨어져 있는 태양권덮개에 돌입했다고, 2005년 5월 발표되었다.

## 태양풍
태양풍은 태양 코로나로부터의 이온 입자 및 자기장으로 구성되어 있다. 태양이 27일에 한번 자전함에 따라 태양풍에 의해 전달되는 자기장은 나선형태를 지닌다. 태양 자기장의 변동은 태양풍에 의해 지구로 전해지며, 지구 자기권에 영향을 주어 지자기폭풍을 발생시킨다.
2005년 3월, 소호 태양 관측 위성의 태양풍 비등방성 측정기는 태양권, 즉 주변의 성간매질로부터 태양계를 보호해주는 태양풍의 범위가 축대칭이 아니며, 왜곡된 형태라는 것을 밝혀내었으며, 이러한 비대칭은 국부은하 자기장의 영향인 것으로 보인다.

## 참조 문서
1. ↑  유럽우주국 - 태양권의 왜곡된 형태

## 같이 보기
- 성간공간
- 성간매질
- 항성계